# Honkin' on Bobo
Honkin' on Bobo er Aerosmiths 14. album. Det er en hyldest til bandets inspirations kilder og et coveralbum. Det blev udsendt i marts 2004, og produceret af Jack Douglas og Marti Frederiksen. Det toppede som nummer #5 på Billboard 200, og har solgt til guld i de lande, det er blevet udsendt. Blandt de mest kendte covernumre på albummet er "Road Runner" og "Baby, Please Don't Go". Albummet indeholder ingen hitsingler. Aerosmith udtalte i forbindelse med albummets udgivelse, at de så det som et privilegium at have mulighed for at lave et coveralbum. 

## Numre
1. "Road Runner"
2. "Shame, Shame, Shame"
3. "Eyesight To The Blind"
4. "Baby, Please Don't Go"
5. "Never Loved A Girl"
6. "Back Back Train"
7. "You Gotta Move"
8. "The Grind" (originalt Aerosmith)
9. "I'm Ready"
10. "Temperature"
11. "Stop Messin' Around"
12. "Jesus Is On The Main Line"